# Jihouralská jaderná elektrárna
Jihouralská jaderná elektrárna (rusky Южно-Уральская АЭС) je nedokončenou jadernou elektrárnou v Rusku. Nachází se v Čeljabinské oblasti, přibližně 140 km severozápadně od města Čeljabinsku na Uralu, mezi městem Ozjorsk a vesnicí Metlino. Mělo se jednat o netradiční jadernou elektrárnu na bázi množivých reaktorů, jež se měla nacházet poblíž známého Majaku v uzavřené oblasti.
Elektrárna nebyla nebyla dokončena v důsledku rozpadu Sovětského svazu a následným finančním potížím Ruska. V budoucnu je lokalita předurčena k výstavbě několika nových reaktorů.

## Historie a technické informace

### Počátky
Sovětský svaz měl zvláštní zájem na dosažení uzavřeného palivového cyklu, který měl kromě různých přepracovatelských závodů zahrnovat použití množivých reaktorů. V roce 1984 byly zahájeny práce na výstavbě jaderné elektrárny na jižním Uralu poblíž jaderného zařízení Majak. Majak byl pevným bodem, v jehož blízkosti měla být jaderná elektrárna postavena. Jaderné zařízení může provádět všechny procesní kroky od výroby paliva až po přepracování a úpravu radioaktivních odpadů, proto výstavba množivých reaktorů typu BN-800 byla vhodná. Výkon byl projektován na 2400 MW v případě postavení tří bloků.  Ačkoli byly jaderné elektrárny v Sovětském svazu prezentovány západním zemím jako prestižní projekty, jaderná elektrárna byla plánována do značné míry v utajení. Bylo to proto, že Ozjorsk byl uzavřeným jaderným městem a Majak byl důležitým zařízením na výrobu jaderných zbraní. Od roku 1984 byla budována infrastruktura, včetně pomocných výtopných zařízení, potrubí dálkového vytápění, hasičského sboru a sociálního zařízení pro pracovníky.
Výstavba samotné elektrárny a jejího prvního bloku započala 1. ledna 1986. V dubnu 1986 však došlo k Černobylské havárii a v roce 1987 byly práce přerušeny. V této době byla dokončena výstavba pomocné infrastruktury a byly vykopány jámy pro komplexy obou energetických jednotek. V listopadu 1990 byl projekt výstavby jaderné elektrárny na jihu Uralu předložen ke státní zkoušce odborné komisi Nejvyššího sovětu SSSR.
V roce 1991 proběhlo ve městě Ozjorsk referendum, ve kterém se 61% zúčastněných voličů vyslovilo proti výstavbě jaderné elektrárny.
V roce 1993 byla stavba jaderné elektrárny definitivně zastavena, již postavené budovy byly opuštěny a stanice se připojila k řadě nedokončených jaderných elektráren z éry SSSR.

### Plány na obnovu výstavby
Na počátku 21. století existovaly plány na obnovení výstavby jaderné elektrárny na jihu Uralu. Nejprve se předpokládalo, že elektrárna bude podle starého návrhu dokončena s třemi energetickými jednotkami BN-800. Poté bylo rozhodnuto o úplné revizi plánu. Nový plán zahrnoval tři reaktory BN-1200. V posledním vydání z 9. června 2017, které se vztahuje na období do roku 2035 byl počet reaktorů snížen na 1.

### Nový plán
V srpnu 2024 vláda Ruska oznámila, že v rámci nového programu výstavby jaderných elektráren budou do roku 2038, respektive 2040 zprovozněny dva bloky BN-1200M v Jihouralské jaderné elektrárně.

## Informace o reaktorech
| Reaktor      | Typ reaktoru | Výkon | Výkon   | Zahájení výstavby | Připojení k síti | Uvedení do provozu | Uzavření |
| Reaktor      | Typ reaktoru | Čistý | Hrubý   | Zahájení výstavby | Připojení k síti | Uvedení do provozu | Uzavření |
| ------------ | ------------ | ----- | ------- | ----------------- | ---------------- | ------------------ | -------- |
| Jižní Ural-1 | BN-1200M     |       | 1250 MW |                   | 2038             |                    |          |
| Jižní Ural-2 | BN-1200M     |       | 1250 MW |                   | 2040             |                    |          |